# Aciotis ferreirana
Aciotis ferreirana är en tvåhjärtbladig växtart som beskrevs av Alexander Curt Brade. Aciotis ferreirana ingår i släktet Aciotis och familjen Melastomataceae. Inga underarter finns listade i Catalogue of Life.